# Maya Fadeeva

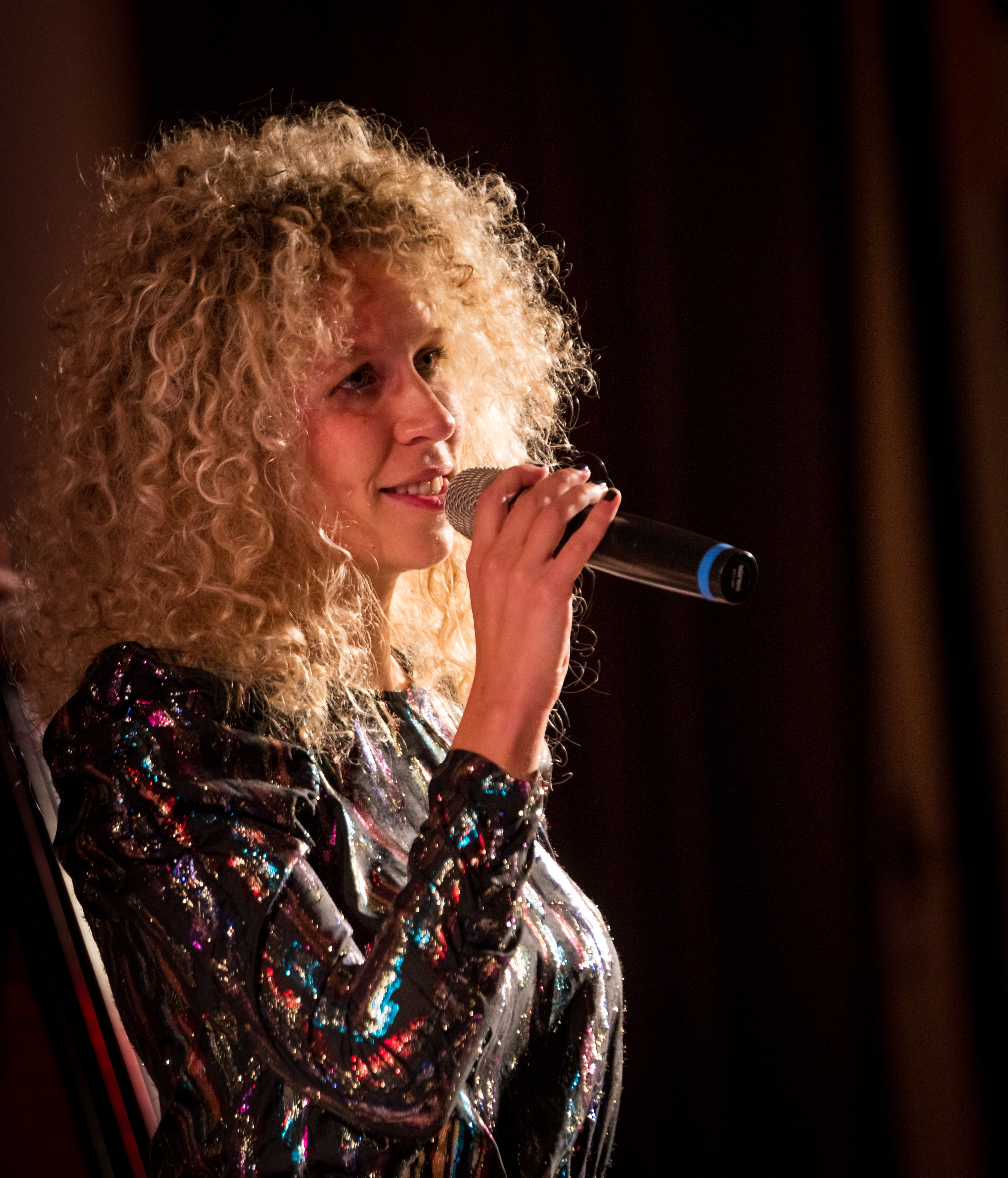
Maya Fadeeva – Leverkusener Jazztage 2016

Maya Fadeeva (Maja Fadejewa; * 13. Mai 1987 in Leningrad, Sowjetunion) ist eine russisch-deutsche Jazz-Sängerin und Songwriterin mit Einflüssen von Pop, Soul und Reggae.

## Leben
Fadeeva begann im Alter von sieben Jahren in St. Petersburg die Musikschule für hochbegabte Kinder zu besuchen. Mit acht Jahren reiste sie für ein Jahr nach New York. Mit elf Jahren kam Fadeeva nach Deutschland.

## Musikalischer Werdegang

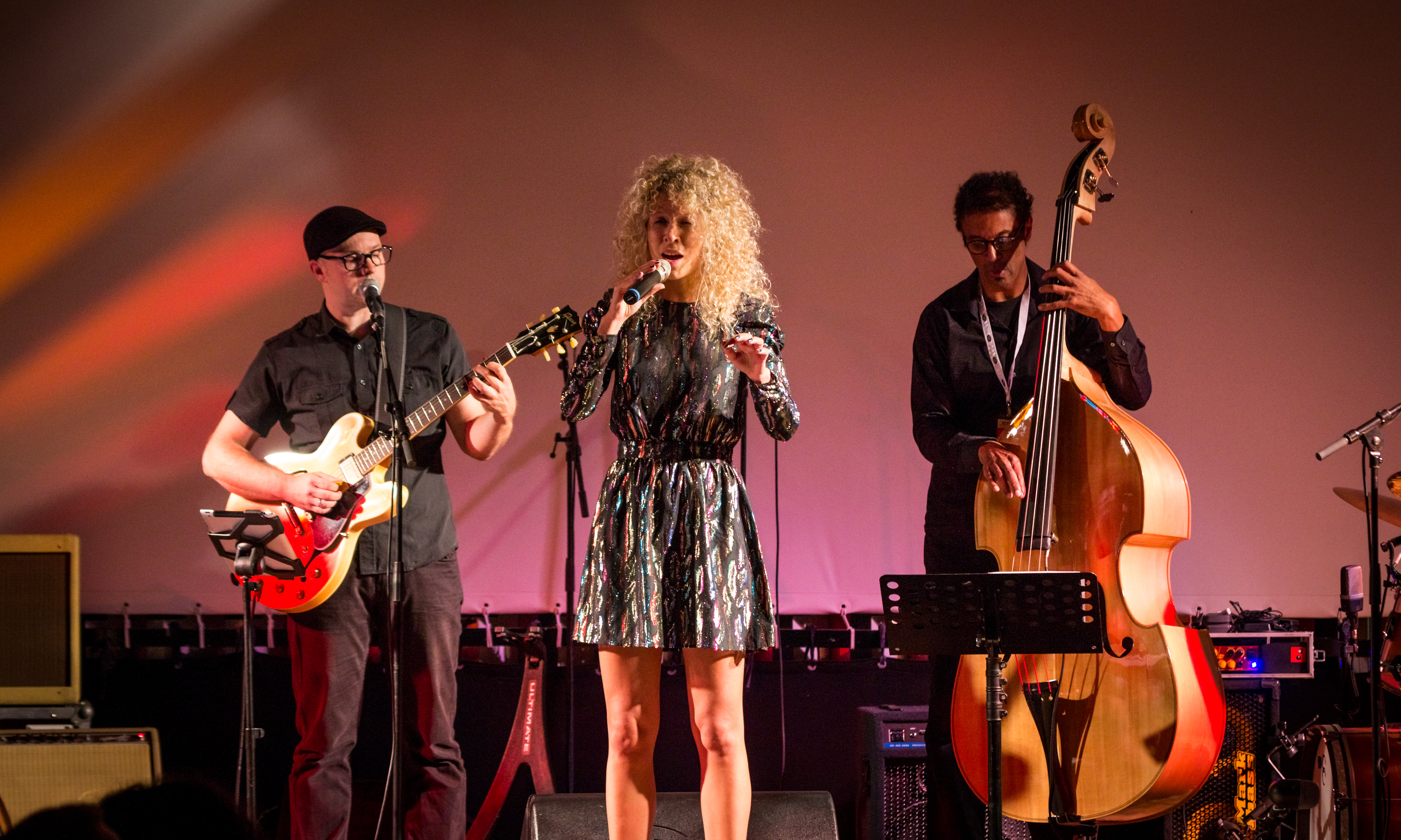
Maya Fadeeva – Leverkusener Jazztage 2016

Maya Fadeeva erlangte 2015 am Conservatorium Maastricht den Bachelor of Music im Jazzgesang. Sie trat unter anderem während der Jazz Rally Düsseldorf 2011 und 2019, beim Jazzfestival Kaliningrad 2013, beim Jazzfestival Viersen 2018, bei den Leverkusener Jazztagen 2016, beim Asphalt Festival Düsseldorf 2020 und bei dem Festival Worms: Jazz and Joy 2021 auf. Maya Fadeeva gewann 2012 den JazzTube-Wettbewerb Bonn und hatte 2019 einen Auftritt mit Bobby McFerrin und 2020 eine Zusammenarbeit mit dem WDR Funkhausorchester.
Gemeinsam mit Club des Belugas und dem Produzenten Pat Anthony veröffentlichte sie im April 2018 ihr Solo-Debütalbum Chamëleon. Das Folgealbum That’s My Style erschien im Juni 2021. Ihr drittes Album Edge of Eden wurde im April 2025 veröffentlicht.

## Rezeption
Die MDR-Kultur-Musikredakteurin Heidi Eichenberg vergleicht ihre Stimme mit der von Amy Winehouse und bezeichnete sie als eine „temperamentvolle Sängerin mit dunkler Stimme“. Zudem sei die CD Chamëleon „eins der coolsten Alben dieses Frühjahrs“. Auf WDR 3 wurde Chamëleon mit seinen „abwechslungsreiche[n] Nummern“ als „Album der Woche“ vorgestellt. Auch ihr drittes Album Edge of Eden wurde vom Saarländischen Rundfunk zum „Album der Woche“ gekürt.

## Diskographie
- 2018: Chamëleon, Glamjazz Records[13]
- 2021: That’s My Style, Glamjazz Records
- 2025: Edge of Eden, Glamjazz Records